# Рогат бог
Рогатият Бог в религията Уика е модернистично неоезическо мъжко божество - терафим-партньор на триединната богиня на три деви.
Английската антроположка Маргарет Мъри (1863-1963) в изследването си по историята на магьосничеството в Европа „Култът към вещиците в Западна Европа“ (1921) с което защитава идеята, че образът на дявола и сатанинските сборища на които се предполага, че са събирали вещиците са изкривени отражения на наистина съществували от праисторически времена в Европа езически култове. Преследваните от Инквизицията през средновековието вещици, Мъри разглежда като последните последователи на древната религия, които били наясно с тайните на вярата.
В книгата си „Богът на вещиците“ (The God of the Witches, 1931) Мъри се опитва да обоснове исторически съществуването на поклонение още от каменната ера на „Рогат бог“, отнасяйки като доказателства за тезата си скални рисунки на рогат дивеч и добитък (скални рисунки на Сахара), както и образът на „шаман“ във френската пещера Труа-Фрер. Насетне Мъри изрежда съществувалите рогати богове в различните култури на Древния Изток: египетския Амон с рога на овен и Хатор с рога на крава, както и рогатият „Повелител на зверовете“ от Мохенджо-Даро и т.н. Мъри продължава с рогатите изображения в древногръцката митология - Минотавъра, Пан и превъплъщението на Загрей в бик и пр.
Рогатата животинска конструкция на Мъри не получава никаква подкрепа от академичната общност, на поклонението на „рогатото божество“ в Европа и прилежащия и средиземноморски регион със сигурност е съществувало най-малкото от края на последния ледников период до налагането на римската власт с последвалото я християнство.
В подкрепа на универсалната теза, Мъри изтъква още много аргументи, включително и визуални такива, че в традиционната иконография дявола и демоните винаги са изобразявани с рога. Обобщаващият извод на авторката за „рогатото божество“ не е много оптимистичен: Въпреки хилядолетните усилия на духовенството да изтрие от народната памет древния образ с рогата, свързвайки го с тъмните сили, те не са успешни като цяло. Под сянката на доминиращата християнска религия съществува почти непокътнат стария култ с всичките му ритуали. 
Като последно и най-ново към онзи момент свидетелство за съществуването на такъв култ, Мъри изтъква карнавалната бална маска „Дорсет-Осер“. Маската е направена така, че да може да бъде надявана от човек облечен в животинска кожа. Самата маска изчезва в края на XIX век.

Рогатите образи на божества освен в историята са представени още от 19 век и в художествената класическа: 
| „               | Разположените край Утика варвари, както и петнадесетте хиляди наемници около моста, с изненада забелязаха как в далечината земята се люшка. Вятърът духаше силно и носеше облаци прах. Пясъчните върхушки се издигаха, сякаш изтръгнати от земята и се изкачваха нагоре като огромни светложълти дрипи, после се разпръсваха и отново политаха нагоре, скривайки от очите на наемниците пуническата войска. Поради това, че по шлемовете на картагенците имаше рога, на някои се стори, че виждат стадо волове. Други измамени от веещите се мантии, уверяваха, че различават криле, а тия които бяха пътували много, повдигаха рамене и обясняваха всичко с присъщите на миража илюзии. Но нещо огромно продължаваше да напредва. Леки, неуловими като дихания пари се стелеха над пустинята. Слънцето, издигнало се сега по-високо, блестеше по-ярко и някаква силна, сякаш трепкаща светлина отблъскваше небето нагоре, проникваше в предметите и правеше разстоянията неизчслими. Наоколо огромната равнина се простираше до безкрая, а едва забележимите гънки на почвата продължаваха до самия хоризонт, очертан от дълга синя ивица – всички знаеха, че там е морето. Излезли от палатките си, двете войски гледаха в далечината, а жителите на Утика, за да виждат по-добре, се качваха по градските стени. Най-сетне те различиха няколко напречни ивици, осеяни с еднакви по големина точки. Редиците станаха по-плътни, увеличиха се, залюшкаха се черни хълмчета и изведнъж се появиха квадратни шубраци – бяха слоновете и копията. Чу се всеобщ вик – Картагенците! | “ |
| Флобер, Саламбо | |   |